# Chaetophyes vicina
Chaetophyes vicina är en insektsart som beskrevs av Victor Lallemand 1927. Chaetophyes vicina ingår i släktet Chaetophyes och familjen Machaerotidae. Inga underarter finns listade i Catalogue of Life.